# Stanning
Stanning är den process inom bland annat matlagning där en vätska övergår till fast eller halvfast form, exempelvis äggstanning. Stanning används ofta i bland annat pajer och puddingar.